# Football Club Internazionale Milano 2015-2016
Questa voce raccoglie le informazioni riguardanti il Football Club Internazionale Milano nelle competizioni ufficiali della stagione 2015-2016.

## Stagione

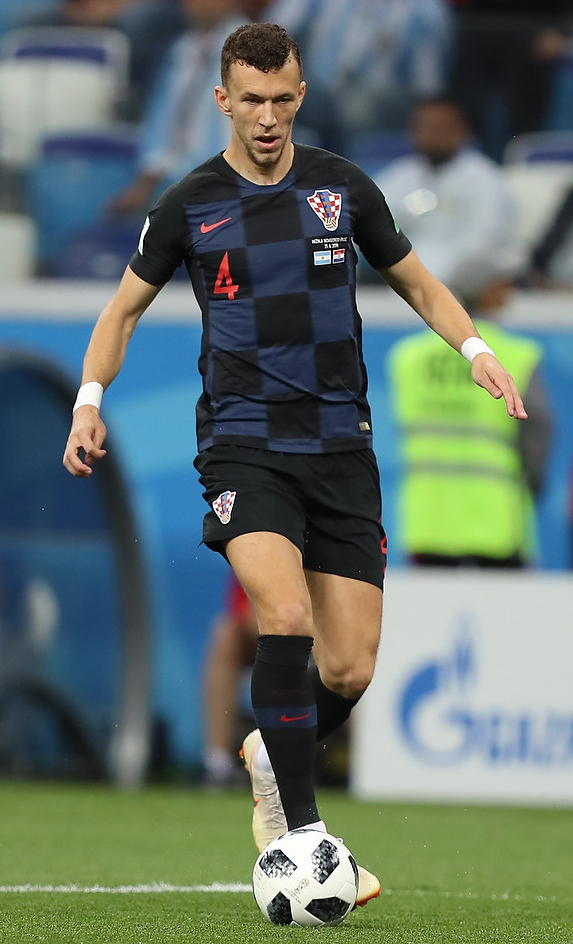
Il croato Perišić, emerso tra le maggiori note di colore dell'annata interista.

Dovendo affrontare una stagione senza impegni a livello continentale, l'allenatore Roberto Mancini chiede ed ottiene rinforzi con cui puntare all'obiettivo conclamato del ritorno in Champions League. Nonostante le restrizioni economiche imposte dall'UEFA per la violazione del fair play finanziario, la società procede a numerosi acquisti. La nuova coppia di centrali difensivi è composta da João Miranda e Murillo, mentre il ruolo di laterale viene affidato al giovane Alex Telles. A formare la cerniera di centrocampo sono Kondogbia e Felipe Melo, con l'esterno Perišić deputato anche a compiti offensivi. In attacco, per spalleggiare Mauro Icardi (promosso capitano succedendo — in queste vesti — a Ranocchia), vengono scelti i trequartisti Ljajić e Jovetić.
Sul fronte delle uscite, si segnalano invece le cessioni di Shaqiri e Podolski (autori di quattro gol complessivi nel semestre a Milano) ma soprattutto l'addio di Kovačić: il croato, reduce da diverse stagioni nelle quali non era mai riuscito ad esprimere appieno il suo potenziale, passa al Real Madrid. A dispetto della rivoluzione tattica, l'Inter trova subito i risultati e dopo 5 giornate di campionato può guardare dall'alto la classifica. Battuta dalla Fiorentina nello scontro diretto del 27 settembre, la formazione milanese insegue i viola agganciandoli alla 12ª giornata per poi superarli nel turno seguente. Le frequenti vittorie di misura confermano al comando i nerazzurri, nonostante le sconfitte (entrambe per 2-1) contro Napoli e Lazio; alla sosta natalizia, i nerazzurri (che mandano in archivio il 2015 con il primato di soli gol stranieri) contano 33 punti in classifica.
Il nuovo anno si apre con la vittoria ad Empoli, cui segue un pesante k.o. con il Sassuolo: espugnando San Siro, i neroverdi fanno perdere ai padroni di casa la possibilità del titolo d'inverno. Il riconoscimento di metà stagione viene infatti conquistato dal Napoli, che beffa i milanesi per due punti. Le difficoltà mostrate in fase offensiva, soprattutto nella realizzazione di gol, convincono Erick Thohir a tornare sul mercato: salutato Guarín, che si accasa nel campionato cinese, l'Inter scommette sull'attaccante Éder. L'oriundo proviene dalla Sampdoria con cui ha segnato, fin lì, 12 reti in 21 giornate. La firma del contratto avviene nelle ultime ore di mercato, quando la squadra ha già iniziato in sordina il girone di ritorno (due pareggi, con Atalanta e Carpi, in altrettante partite) e perso contro la Juventus (3-0) l'andata delle semifinali di Coppa Italia. Il nuovo acquisto esordisce nel derby, finito con un'altra sconfitta.
Nel mese di febbraio l'Inter palesa un'evidente crisi, in termini di gioco e risultati ma anche di nervi: si registrano infatti le espulsioni del tecnico nella stracittadina ma anche quelle di Telles e Kondogbia nella sfida con la Fiorentina, persa nel recupero. Il periodo negativo porta inoltre la dirigenza a rivedere la posizione di Mancini in prospettiva futura, alimentando anche le voci di un possibile addio a fine stagione. Dal canto suo, l'Inter reagisce in occasione del derby d'Italia di coppa (il quarto stagionale): costretta a ribaltare il 3-0 dell'andata, la squadra sfodera un'inattesa rimonta pareggiando il conto dei gol nei 90' regolamentari per poi cedere soltanto ai rigori.
L'ultimo obiettivo rimane così un posto in Champions League, dove il più accreditato rivale è la Roma. Il pareggio nel confronto diretto lascia avanti i giallorossi, favoriti poi dai passi falsi dell'Inter contro Torino, Genoa e Lazio. I nerazzurri chiudono così al quarto posto, accedendo alla fase a gruppi dell'Europa League 2016-17. La classifica finale, che conta 67 punti in 38 giornate, è la migliore degli ultimi 5 anni al pari del piazzamento. È invece negativo il primato stabilito da Murillo, che risulta il giocatore con più espulsioni dell'intero campionato: il difensore colombiano viene allontanato dal campo per 3 volte, valendo da solo un quarto di tutti i cartellini rossi rifilati all'Inter (12). Nel giugno 2016, il club - pur rimanendo nelle mani di Thohir - cambia proprietà: la maggioranza del pacchetto azionario è acquisita da Suning, colosso dell'industria cinese.

## Divise e sponsor
Nella stagione 2015-16 l'Inter tornò ad utilizzare la divisa tradizionale, costituita da nove righe e dal colletto bicolore, che era già stata impiegata in occasione dell'ultima partita del campionato precedente (Inter-Empoli del 31 maggio 2015). Il kit da trasferta era invece composto da una maglia a girocollo interamente bianca, con striscia nerazzurra sul petto e trama simile alla pelle del biscione (simbolo del club): fece inoltre il suo esordio un nuovo sponsor, Driver.
La terza divisa, presentata nel settembre 2015, era di colore giallo — richiamando quella usata nella stagione 2003-04 — con dettagli neri.
| Casa | Trasferta | Terza divisa | 1ª portiere | 2ª portiere | 3ª portiere |  |

## Organigramma societario
Area direttiva
- Presidente: Erick Thohir.
- Vicepresidente: Javier Zanetti.
- Consiglio di Amministrazione: Erick Thohir, Handy Soetedjo, Grant Ferguson, Nicola Volpi, Michael Bolingbroke, Gerardo Braggiotti, Alberto Manzonetto e Roberto Casati.
- Collegio sindacale. Sindaci effettivi: Giovanni Luigi Camera (Pres.), Giorgio Rusticali e Fabrizio Angelelli.
- Advisory Board: Milly Moratti.
- Amministratore delegato: Michael Bolingbroke.
- Chief Football Administrator: Giovanni Gardini[40]
- Direttore generale: Marco Fassone[41]
- Corporate Director: Michael Williamson.
- Chief Revenue Officer: Michael Gandler.
- Direttore Area Amministrativa, Finanza e Controllo: Alessandro Antonello.
- Vicedirettore Area amministrativa, Finanza e Controllo: Tim Williams.
- Venue Commercial Director: David Garth.
- Marketing Director: Maria Laura Albini.
- Responsabile Osservatori Prima Squadra: Massimiliano Mirabelli.
- Direttore Settore Giovanile: Roberto Samaden.
- Responsabile Area Ricerca e Selezione Sett. Giovanile: Pierluigi Casiraghi.
- Responsabile Organizzativo Settore Giovanile: Alberto Celario.
- Direttore Pianificazione Strategica e Controllo di Gestione: Mark van Huuksloot.
- Real Estate Operations: Mauro Ferrara.

Area organizzativa
- Direttore risorse umane: Ilaria Quattrociocche.
- Responsabile ufficio legale: Francesca Muttini.

Area comunicazione
- Direttore della Comunicazione: Robert Faulkner.
- Responsabile Information Technology: Giovanni Valerio.
- Responsabile Ufficio Stampa e Contenuti Editoriali: Leo Picchi.
- Responsabile Rapporti con i Media ed Eventi di Comunicazione: Luigi Crippa.
- Ufficio Stampa: Daria Nicoli, Andrea Dal Canton, Davide Civoli.
- Presidente Onorario Inter Club: Bedy Moratti.

Area sportiva
- Direttore sportivo: Piero Ausilio.
- Club Manager: Dejan Stanković.
- Team Manager: Andrea Romeo.

Area tecnica
- Allenatore: Roberto Mancini.
- Allenatore in seconda: Giulio Nuciari.
- Collaboratore tecnico: Sylvinho.
- Collaboratore tecnico: Fausto Salsano.
- Collaboratore tecnico: José Duqué.
- Allenatore portieri: Adriano Bonaiuti.
- Match analyst: Michele Salzarulo, Igor Quaia, Luciano Vulcano.

Area sanitaria
- Coordinatore staff medico: Piero Volpi.
- Responsabile della riabilitazione: Gian Nicola Bisciotti.
- Medico sociale: Daniele Casalini.
- Medico: Alessandro Corsini.
- Responsabile preparatori atletici: Ivan Carminati.
- Preparatore atletico: Andrea Scanavino.
- Preparatore di recupero: Massimiliano Marchesi.
- Coordinatore fisioterapisti: Marco Dellacasa.
- Fisioterapisti: Massimo Dellacasa, Andrea Belli, Marco Frigerio e Matteo Perasso.

## Rosa
Rosa e numerazione aggiornate al 1º febbraio 2016.
| N. |                       | Ruolo | Calciatore                   |
| -- | --------------------- | ----- | ---------------------------- |
| 1  | Slovenia (bandiera)   | P     | Samir Handanovič             |
| 5  | Brasile (bandiera)    | D     | Juan Jesus                   |
| 6  | Brasile (bandiera)    | D     | Dodô                         |
| 7  | Francia (bandiera)    | C     | Geoffrey Kondogbia           |
| 8  | Argentina (bandiera)  | A     | Rodrigo Palacio              |
| 9  | Argentina (bandiera)  | A     | Mauro Icardi (capitano)      |
| 10 | Montenegro (bandiera) | A     | Stevan Jovetić               |
| 11 | Francia (bandiera)    | C     | Jonathan Biabiany            |
| 12 | Italia (bandiera)     | A     | Samuele Longo                |
| 12 | Brasile (bandiera)    | D     | Alex Telles                  |
| 13 | Colombia (bandiera)   | C     | Fredy Guarín (vice capitano) |
| 14 | Spagna (bandiera)     | D     | Martín Montoya               |
| 15 | Serbia (bandiera)     | D     | Nemanja Vidić                |
| 16 | Italia (bandiera)     | C     | Ezequiel Schelotto           |
| 17 | Cile (bandiera)       | C     | Gary Medel                   |
| 19 | Algeria (bandiera)    | C     | Saphir Taïder                |
| 21 | Italia (bandiera)     | D     | Davide Santon                |
| 22 | Serbia (bandiera)     | A     | Adem Ljajić                  |
| 23 | Italia (bandiera)     | D     | Andrea Ranocchia             |
| 23 | Italia (bandiera)     | A     | Éder                         |
| 24 | Colombia (bandiera)   | D     | Jeison Murillo               |
| 25 | Brasile (bandiera)    | D     | Miranda                      |

| N. |                           | Ruolo | Calciatore           |
| -- | ------------------------- | ----- | -------------------- |
| 27 | Costa d'Avorio (bandiera) | C     | Assane Gnoukouri     |
| 28 | Italia (bandiera)         | D     | Fabio Della Giovanna |
| 29 | Belgio (bandiera)         | D     | Senna Miangue        |
| 30 | Argentina (bandiera)      | P     | Juan Pablo Carrizo   |
| 31 | Italia (bandiera)         | C     | Loris Zonta          |
| 33 | Italia (bandiera)         | D     | Danilo D'Ambrosio    |
| 34 | Italia (bandiera)         | C     | Mattia Bonetto       |
| 44 | Croazia (bandiera)        | C     | Ivan Perišić         |
| 46 | Italia (bandiera)         | P     | Tommaso Berni        |
| 48 | Portogallo (bandiera)     | A     | Pedro Delgado        |
| 55 | Giappone (bandiera)       | D     | Yūto Nagatomo        |
| 56 | Romania (bandiera)        | D     | Răzvan Popa          |
| 77 | Croazia (bandiera)        | C     | Marcelo Brozović     |
| 83 | Brasile (bandiera)        | C     | Felipe Melo          |
| 88 | Brasile (bandiera)        | C     | Hernanes             |
| 92 | Italia (bandiera)         | A     | Enrico Baldini       |
| 93 | Italia (bandiera)         | D     | Federico Dimarco     |
| 96 | Ghana (bandiera)          | D     | Bright Gyamfi        |
| 97 | Albania (bandiera)        | A     | Rey Manaj            |
| 98 | Romania (bandiera)        | P     | Ionuț Andrei Radu    |
| 99 | Guinea-Bissau (bandiera)  | A     | José Correia         |

## Calciomercato

### Sessione estiva (dal 1/7 al 31/8)
| Acquisti         | Acquisti                    | Acquisti         | Acquisti                                                                                |
| R.               | Nome                        | da               | Modalità                                                                                |
| ---------------- | --------------------------- | ---------------- | --------------------------------------------------------------------------------------- |
| D                | Miranda                     | Atlético Madrid  | prestito biennale (4 milioni €) con diritto di riscatto (11 milioni €)                  |
| D                | Martín Montoya              | Barcellona       | prestito (1 milione €) con diritto di riscatto (7 milioni €)                            |
| D                | Jeison Murillo              | Granada          | definitivo (8 milioni €) con bonus (2 milioni €)                                        |
| D                | Davide Santon               | Newcastle Utd    | riscatto cartellino (3,8 milioni €)                                                     |
| D                | Alex Telles                 | Galatasaray      | prestito (1,3 milioni €) con bonus (250000 €) e con diritto di riscatto (8,5 milioni €) |
| C                | Geoffrey Kondogbia          | Monaco           | definitivo (31 milioni €) con bonus (5 milioni €)                                       |
| C                | Adem Ljajić                 | Roma             | prestito (1,75 milioni €) con diritto di riscatto (11 milioni €)                        |
| C                | Felipe Melo                 | Galatasaray      | definitivo (3,7 milioni €) con bonus (500000 €)                                         |
| C                | Ivan Perišić                | Wolfsburg        | definitivo (16 milioni €) con bonus (3 milioni €)                                       |
| C                | Xherdan Shaqiri             | Bayern Monaco    | riscatto cartellino (15 milioni €)                                                      |
| A                | Jonathan Biabiany           | Parma            | definitivo (0 €)                                                                        |
| A                | Stevan Jovetić              | Manchester City  | prestito biennale (3 milioni €) con obbligo di riscatto (12 milioni €)                  |
| Altre operazioni |                             |                  |                                                                                         |
| R.               | Nome                        | da               | Modalità                                                                                |
| P                | Francesco Bardi             | Chievo           | fine prestito                                                                           |
| P                | Anwar Bourmila              | Caronnese        | prestito                                                                                |
| P                | Alessandro Feleppa          | Pontisola        | fine prestito                                                                           |
| P                | Ivica Ivušić                | Prato            | fine prestito                                                                           |
| P                | Riccardo Leoni              | Sancolombano     | prestito                                                                                |
| P                | Alessandro Macario          | SPAL             | definitivo                                                                              |
| P                | Giacomo Pozzer              | Vicenza          | definitivo                                                                              |
| P                | Giovanni Ranieri            | SPAL             | fine prestito                                                                           |
| P                | Enrico Romeda               | Lumezzane        | prestito                                                                                |
| P                | Brian Vassallo              | Parma            | fine prestito                                                                           |
| D                | Andrea Bandini              | Prato            | fine prestito                                                                           |
| D                | Matteo Bianchetti           | Verona           | risoluzione comproprietà                                                                |
| D                | Cristiano Biraghi           | Chievo           | fine prestito                                                                           |
| D                | Riccardo Bisceglia          | Inveruno         | fine prestito                                                                           |
| D                | Francis Boateng             | Verona           | fine prestito                                                                           |
| D                | Mirko Crociati              | Chievo           | fine prestito                                                                           |
| D                | Gabriele Della Bernardina   | AltoVicentino    | definitivo                                                                              |
| D                | Stefano Della Riva          | AltoVicentino    | fine prestito                                                                           |
| D                | Nicolò Di Stefano           | Lecco            | fine prestito                                                                           |
| D                | Fabio Eguelfi               | Savona           | fine prestito                                                                           |
| D                | Tommaso Equizi              | Parma            | definitivo                                                                              |
| D                | Jacopo Galimberti           | Savona           | fine prestito                                                                           |
| D                | Andrea Gallina              | Montebelluna     | definitivo                                                                              |
| D                | Nicolò Gazzotti             | Carpi            | fine prestito                                                                           |
| D                | Gregor Kajganic             | Liventina        | definitivo                                                                              |
| D                | Manuel Lombardoni           | Virtus Bergamo   | prestito                                                                                |
| D                | Leonardo Longo              | Grosseto         | fine prestito                                                                           |
| D                | Mihai Manolache             | Sacilese         | fine prestito                                                                           |
| D                | Francesco Mapelli           | Pro Vercelli     | fine prestito                                                                           |
| D                | Lorenzo Matteo              | Prato            | fine prestito                                                                           |
| D                | Angelo Merlini              | Brescia          | fine prestito                                                                           |
| D                | Patrick Ryan Nolan          | Torre Pacheco    | definitivo                                                                              |
| D                | Simone Pasa                 | Prato            | fine prestito                                                                           |
| D                | Giorgio Piacentini          | AlbinoLeffe      | fine prestito                                                                           |
| D                | Edoardo Picozzi             | Lazio            | fine prestito                                                                           |
| D                | Andrea Pinton               | Torino           | fine prestito                                                                           |
| D                | Matías Silvestre            | Sampdoria        | fine prestito                                                                           |
| D                | Federico Simonato           | Varese           | fine prestito                                                                           |
| D                | Alessandro Sobacchi         | Novara           | fine prestito                                                                           |
| D                | Lukas Spendlhofer           | Sturm Graz       | fine prestito                                                                           |
| D                | Zinho Vanheusden            | Standard Liegi   | definitivo                                                                              |
| D                | Giovanni Zaro               | Pro Patria       | fine prestito                                                                           |
| C                | Ricky Álvarez               | Sunderland       | fine prestito                                                                           |
| C                | Niccolò Belloni             | Pro Vercelli     | fine prestito                                                                           |
| C                | Daniele Bertolino           | Inveruno         | fine prestito                                                                           |
| C                | Daniel Bessa                | Bologna          | fine prestito                                                                           |
| C                | Alessandro Bollini Frigerio | Monza            | definitivo                                                                              |
| C                | Rubén Botta                 | Chievo           | fine prestito                                                                           |
| C                | Davide Buglio               | Empoli           | fine prestito                                                                           |
| C                | Alessandro Cannataro        | Pro Patria       | fine prestito                                                                           |
| C                | Federico Carbone            | Rozzano          | prestito                                                                                |
| C                | Lorenzo Crisetig            | Cagliari         | fine prestito                                                                           |
| C                | Davys Corrarati             | Enotria          | prestito                                                                                |
| C                | Alfred Duncan               | Sampdoria        | fine prestito                                                                           |
| C                | Xian Emmers                 | Genk             | definitivo                                                                              |
| C                | Riccardo Gaiola             | Cesena           | fine prestito                                                                           |
| C                | Morten Knudsen              | Prato            | fine prestito                                                                           |
| C                | Rene Krhin                  | Córdoba          | fine prestito                                                                           |
| C                | Rolando Mboe                | SPAL             | definitivo                                                                              |
| C                | Andrea Mira                 | Renate           | fine prestito                                                                           |
| C                | Valeriano Nchama            | AltoVicentino    | fine prestito                                                                           |
| C                | Mirko Nufi                  | Pergolettese     | fine prestito                                                                           |
| C                | Andrea Romanò               | Prato            | fine prestito                                                                           |
| C                | Kevin Rossi                 | Liventina        | definitivo                                                                              |
| C                | Matteo Rover                | Liventina        | definitivo                                                                              |
| C                | Ezequiel Schelotto          | Chievo           | fine prestito                                                                           |
| C                | Demetrio Steffè             | Chievo           | fine prestito                                                                           |
| C                | Lorenzo Stellato            | Brescia          | fine prestito                                                                           |
| C                | Saphir Taïder               | Sassuolo         | fine prestito                                                                           |
| C                | Lorenzo Tassi               | Prato            | fine prestito                                                                           |
| C                | Pierre Desiré Zebli         | Perugia          | fine prestito                                                                           |
| A                | Andrea Adorante             | Parma            | definitivo                                                                              |
| A                | Tidjane Baldè               | Cardiff City     | fine prestito                                                                           |
| A                | Francesco Bigotto           | Pergolettese     | fine prestito                                                                           |
| A                | Riccardo Bocalon            | Prato            | fine prestito                                                                           |
| A                | Jacobo Castilla Fernandez   | Astur            | definitivo                                                                              |
| A                | Matteo Colombi              | Torres           | fine prestito                                                                           |
| A                | Frank Emmanuel Didiba Mboke | Parma            | fine prestito                                                                           |
| A                | Bocar Djumo                 | Sliema Wanderers | fine prestito                                                                           |
| A                | Adama Fofana                | Prato            | fine prestito                                                                           |
| A                | Francesco Forte             | Pisa             | definitivo                                                                              |
| A                | Luka Kerin                  | Krško            | definitivo                                                                              |
| A                | Evans Kondogbia             | Arles            | definitivo (100000 €)                                                                   |
| A                | Nicolò Lizzola              | Virtus Bergamo   | prestito                                                                                |
| A                | Youssou Lo                  | Mosta            | fine prestito                                                                           |
| A                | Geremy Lombardi             | Parma            | fine prestito                                                                           |
| A                | Samuele Longo               | Cagliari         | fine prestito                                                                           |
| A                | Andrea Maggioni             | Scanzorosciate   | prestito                                                                                |
| A                | Giuseppe Maiorano           | Sassuolo         | fine prestito                                                                           |
| A                | Rey Manaj                   | Cremonese        | definitivo (175000 €)                                                                   |
| A                | Diego Mella                 | Pro Piacenza     | fine prestito                                                                           |
| A                | Lorenzo Mitta               | Parma            | definitivo                                                                              |
| A                | Roberto Ogunseye            | Prato            | fine prestito                                                                           |
| A                | Andrea Pinamonti            | Chievo           | definitivo                                                                              |
| A                | Boris Rapajc                | Hajduk Spalato   | prestito                                                                                |
| A                | Dylan Alexis Romney         | Varese           | fine prestito                                                                           |
| A                | Miguel Marì Sanchez         | Valencia         | definitivo                                                                              |
| A                | Ismael Sanogo               | Pro Piacenza     | fine prestito                                                                           |
| A                | Vincenzo Tommasone          | Genoa            | definitivo                                                                              |
| A                | Elia Visconti               | Pro Piacenza     | definitivo                                                                              |
| A                | Giorgio Vitali              | Virtus Bergamo   | definitivo                                                                              |
| A                | Josè Daniel Voltolini       | Aldini           | definitivo                                                                              |

| Cessioni         | Cessioni                    | Cessioni            | Cessioni                                                               |
| R.               | Nome                        | a                   | Modalità                                                               |
| ---------------- | --------------------------- | ------------------- | ---------------------------------------------------------------------- |
| D                | Marco Andreolli             | Siviglia            | prestito oneroso (1 milione €) con diritto di riscatto (2.5 milioni €) |
| D                | Hugo Campagnaro             | Pescara             | svincolato                                                             |
| D                | Felipe                      | Udinese             | svincolato                                                             |
| D                | Jonathan                    | Fluminense          | svincolato                                                             |
| C                | Hernanes                    | Juventus            | definitivo (11 milioni €) con bonus (2 milioni €)                      |
| C                | Mateo Kovačić               | Real Madrid         | definitivo (35 milioni €)                                              |
| C                | Zdravko Kuzmanović          | Basilea             | definitivo (2 milioni €) con bonus (2 milioni €)                       |
| C                | Joel Obi                    | Torino              | definitivo (2,3 milioni €)                                             |
| C                | Ezequiel Schelotto          | Sporting Lisbona    | svincolato                                                             |
| C                | Xherdan Shaqiri             | Stoke City          | definitivo (16,9 milioni €)                                            |
| C                | Saphir Taïder               | Bologna             | prestito biennale con obbligo di riscatto (4 milioni €)                |
| A                | Lukas Podolski              | Arsenal             | fine prestito                                                          |
| Altre operazioni |                             |                     |                                                                        |
| R.               | Nome                        | a                   | Modalità                                                               |
| P                | Francesco Bardi             | Espanyol            | prestito (0,5 milioni €) con diritto di riscatto (2,5 milioni €)       |
| P                | Vid Belec                   | Carpi               | definitivo (0 €)                                                       |
| P                | Davide Costa                | Bassano             | prestito                                                               |
| P                | Raffaele Di Gennaro         | Latina              | prestito                                                               |
| P                | Alessandro Feleppa          | Pinerolo            | definitivo                                                             |
| P                | Andrea Radaelli             | Monza               | prestito                                                               |
| P                | Giovanni Ranieri            | Foligno             | definitivo                                                             |
| P                | Alex Rizzotto               | Vicenza             | prestito                                                               |
| P                | Brian Vassallo              | Sassuolo            | prestito                                                               |
| D                | Andrea Bandini              | Südtirol            | prestito                                                               |
| D                | Alessio Bernardi            | Cagliari            | definitivo                                                             |
| D                | Matteo Bianchetti           | Verona              | definitivo                                                             |
| D                | Cristiano Biraghi           | Granada             | prestito                                                               |
| D                | Riccardo Bisceglia          | Bustese             | definitivo                                                             |
| D                | Francis Boateng             | Virtus Verona       | svincolato                                                             |
| D                | Mirko Crociati              | MapelloBonate       | definitivo                                                             |
| D                | Matteo Crosato              | Ciserano            | definitivo                                                             |
| D                | Nicolò Di Stefano           | Fenegrò             | definitivo                                                             |
| D                | Isaac Donkor                | Bari                | prestito                                                               |
| D                | Fabio Eguelfi               | Cremonese           | prestito                                                               |
| D                | Matteo Frigerio             | Como                | definitivo                                                             |
| D                | Niccolò Gazzotti            | Caronnese           | prestito                                                               |
| D                | Ítalo                       | Bologna             | prestito                                                               |
| D                | Matteo Lomolino             | Savona              | prestito                                                               |
| D                | Leonardo Longo              | Mantova             | prestito                                                               |
| D                | Mihai Manolache             | AltoVicentino       | prestito                                                               |
| D                | Francesco Mapelli           | Sambenedettese      | definitivo                                                             |
| D                | Pietro Maronilli            | Montebelluna        | prestito                                                               |
| D                | Lorenzo Matteo              | Prato               | prestito                                                               |
| D                | Ibrahima Mbaye              | Bologna             | definitivo (3,5 milioni €)                                             |
| D                | Simone Pasa                 | Pordenone           | prestito                                                               |
| D                | Giorgio Piacentini          | Milan               | definitivo                                                             |
| D                | Andrea Pinton               | Savona              | prestito                                                               |
| D                | Giacomo Sciacca             | Renate              | prestito                                                               |
| D                | Matías Silvestre            | Sampdoria           | svincolato                                                             |
| D                | Filippo Sgarbi              | Vicenza             | prestito                                                               |
| D                | Federico Simonato           | Pergolettese        | definitivo                                                             |
| D                | Lukas Spendlhofer           | Sturm Graz          | definitivo (450000 €)                                                  |
| D                | Davide Toso                 | Bassano             | prestito                                                               |
| D                | Eloge Yao                   | Crotone             | prestito                                                               |
| C                | Ricky Álvarez               | Sunderland          | definitivo (11 milioni €)                                              |
| C                | Matteo Arcuri               | Novara              | definitivo                                                             |
| C                | Niccolò Belloni             | Ternana             | prestito                                                               |
| C                | Marco Benassi               | Torino              | risoluzione comproprietà (4,8 milioni €)                               |
| C                | Daniele Bertolino           | Sporting Bellinzago | definitivo                                                             |
| C                | Daniel Bessa                | Como                | prestito                                                               |
| C                | Rubén Botta                 | Pachuca             | definitivo (2,7 milioni €)                                             |
| C                | Saulo Brambilla             | Giana Erminio       | definitivo                                                             |
| C                | Davide Buglio               | Empoli              | definitivo                                                             |
| C                | Gaston Camara               | Bari                | prestito                                                               |
| C                | Alessandro Cannataro        | Bournemouth         | svincolato                                                             |
| C                | Matteo Cotali               | Cagliari            | definitivo                                                             |
| C                | Lorenzo Crisetig            | Bologna             | prestito (1,8 milioni €) con obbligo di riscatto (2.7 milioni €)       |
| C                | Alfred Duncan               | Sampdoria           | definitivo (2,6 milioni €)                                             |
| C                | Marco Fontana               | Pro Patria          | prestito                                                               |
| C                | Gianmarco Gabbianelli       | Prato               | prestito                                                               |
| C                | Riccardo Gaiola             | Prato               | prestito                                                               |
| C                | Morten Knudsen              | Prato               | prestito                                                               |
| C                | Rene Krhin                  | Granada             | definitivo (1,3 milioni €)                                             |
| C                | Davide Moreo                | Caratese            | definitivo                                                             |
| C                | Valeriano Nchama            | Montebelluna        | definitivo                                                             |
| C                | Mirko Nufi                  | Luisiana            | definitivo                                                             |
| C                | Andrea Palazzi              | Livorno             | prestito                                                               |
| C                | Angelo Panatti              | Spezia              | prestito                                                               |
| C                | Michele Rocca               | Sampdoria           | definitivo                                                             |
| C                | Andrea Romanò               | Renate              | prestito                                                               |
| C                | Demetrio Steffè             | Savona              | prestito                                                               |
| C                | Lorenzo Stellato            | Brescia             | prestito                                                               |
| C                | Lorenzo Tassi               | Savona              | prestito                                                               |
| C                | Luca Tremolada              | Varese              | definitivo                                                             |
| C                | Oumar Toure                 | Santarcangelo       | fine prestito                                                          |
| C                | Pierre Desiré Zebli         | Perugia             | definitivo                                                             |
| A                | Lorenzo Andriuoli           | Verona              | definitivo                                                             |
| A                | Tidjane Baldè               | Anadia              | definitivo                                                             |
| A                | Riccardo Bocalon            | Alessandria         | definitivo (270000 €)                                                  |
| A                | Federico Bonazzoli          | Sampdoria           | fine prestito                                                          |
| A                | Matteo Cassani              | Pergolettese        | prestito                                                               |
| A                | Matteo Colombi              | OltrepoVoghera      | definitivo                                                             |
| A                | Gabriele Di Carlo           | Reggiana            | prestito                                                               |
| A                | Frank Emmanuel Didiba Mboke | Modena              | svincolato                                                             |
| A                | Mike Kenny Ebui             | Brescia             | prestito                                                               |
| A                | Francesco Forte             | Cremonese           | prestito                                                               |
| A                | Luca Garritano              | Cesena              | definitivo                                                             |
| A                | Alain Goury                 | Pro Vercelli        | prestito                                                               |
| A                | Evans Kondogbia             | Renate              | prestito                                                               |
| A                | Geremy Lombardi             | Pro Piacenza        | prestito                                                               |
| A                | Samuele Longo               | Frosinone           | prestito con diritto di riscatto                                       |
| A                | Giuseppe Maiorano           | Ancona              | prestito                                                               |
| A                | Roberto Ogunseye            | Prato               | prestito                                                               |
| A                | George Pușcaș               | Bari                | prestito                                                               |
| A                | Dylan Alexis Romney         | Savona              | prestito                                                               |
| A                | Ismael Sanogo               |                     | svincolato                                                             |
| A                | Christian Silenzi           | Reggiana            | prestito                                                               |
| A                | Michael Ventre              | Genoa               | definitivo                                                             |

### Sessione invernale (dal 4/1 all'1/2)
| Acquisti | Acquisti          | Acquisti       | Acquisti                                               |
| R.       | Nome              | da             | Modalità                                               |
| -------- | ----------------- | -------------- | ------------------------------------------------------ |
| P        | Francesco Bardi   | Espanyol       | fine prestito                                          |
| P        | Vladan Djekić     | Stella Rossa   | definitivo                                             |
| P        | Alex Rizzotto     | Vicenza        | fine prestito                                          |
| D        | Fabio Eguelfi     | Cremonese      | fine prestito                                          |
| D        | Lorenzo Matteo    | Prato          | fine prestito                                          |
| D        | Andrea Pinton     | Savona         | fine prestito                                          |
| D        | Medard Yahaya     |                | definitivo                                             |
| C        | Jani Atanasov     | Brera Strumica | prestito                                               |
| C        | Gaston Camara     | Bari           | fine prestito                                          |
| C        | Marco Fontana     | Pro Patria     | fine prestito                                          |
| C        | Edmund Hottor     | Milan          | svincolato                                             |
| C        | Angelo Panatti    | Spezia         | fine prestito                                          |
| C        | Lorenzo Stellato  | Brescia        | fine prestito                                          |
| A        | Éder              | Sampdoria      | prestito biennale con diritto di riscatto condizionato |
| A        | Matteo Cassani    | Pergolettese   | fine prestito                                          |
| A        | Francesco Forte   | Cremonese      | fine prestito                                          |
| A        | Evans Kondogbia   | Renate         | fine prestito                                          |
| A        | Christian Kouamé  | Prato          | prestito                                               |
| A        | Geremy Lombardi   | Pro Piacenza   | fine prestito                                          |
| A        | Giuseppe Maiorano | Ancona         | fine prestito                                          |
| A        | Lamine N'Diaye    | Renate         | prestito                                               |

| Cessioni | Cessioni            | Cessioni             | Cessioni                         |
| R.       | Nome                | a                    | Modalità                         |
| -------- | ------------------- | -------------------- | -------------------------------- |
| P        | Francesco Bardi     | Frosinone            | prestito                         |
| P        | Riccardo Brugnoni   | Perugia              | prestito                         |
| P        | Alex Rizzotto       | Padova               | prestito                         |
| P        | Stefano Turati      | Pavia                | prestito                         |
| D        | Alessio Bernardi    | Cagliari             | definitivo                       |
| D        | Matteo Colombini    | Piacenza             | definitivo                       |
| D        | Federico Dimarco    | Ascoli               | prestito                         |
| D        | Dodô                | Sampdoria            | prestito                         |
| D        | Fabio Eguelfi       | Prato                | prestito                         |
| D        | Stefano Giovannelli | Gessate              | prestito                         |
| D        | Lorenzo Matteo      | Viareggio            | prestito                         |
| D        | Martín Montoya      | Barcellona           | fine prestito                    |
| D        | Álvaro Pereira      | Estudiantes (LP)     | definitivo                       |
| D        | Andrea Pinton       | Vicenza              | prestito                         |
| D        | Filippo Pirola      | Renate               | definitivo                       |
| D        | Andrea Ranocchia    | Sampdoria            | prestito                         |
| D        | Nemanja Vidić       |                      | risoluzione consensuale e ritiro |
| C        | Gaston Camara       | Modena               | prestito                         |
| C        | Matteo Cotali       | Cagliari             | definitivo                       |
| C        | Mouhamed Dabo       | Harrisburg City I.   | definitivo                       |
| C        | Pau De la Fuente    | Atlético Madrid B    | svincolato                       |
| C        | Fredy Guarín        | Shanghai Shenhua     | definitivo (13 milioni €)        |
| C        | Edmund Hottor       | Atlético CP          | prestito                         |
| C        | Luca Lanza          | Feralpisalò          | prestito                         |
| C        | Angelo Panatti      | SPAL                 | definitivo                       |
| C        | Lorenzo Stellato    | AlbinoLeffe          | prestito                         |
| A        | Matteo Cassani      | MapelloBonate        | prestito                         |
| A        | Marco Fontana       | Varese               | prestito                         |
| A        | Francesco Forte     | Teramo               | prestito                         |
| A        | Evans Kondogbia     | Jumilla              | prestito                         |
| A        | Geremy Lombardi     | Monza                | definitivo                       |
| A        | Giuseppe Maiorano   | Lupa Castelli Romani | prestito                         |
| A        | Miguel Marì Sanchez | Real Valladolid      | definitivo                       |
| A        | Lorenzo Mitta       | Virtus Entella       | definitivo                       |
| A        | Frenci Qeros        | Pavia                | prestito                         |
| A        | Vincenzo Tommasone  | Paganese             | prestito                         |

## Risultati

### Serie A

#### Girone di andata
| Arbitro: | Calvarese (Teramo) |

|               |           |  |
| Jovetić 90+3’ | Marcatori |  |

| Arbitro: | Massa (Imperia) |

|               |           |                         |
| Di Gaudio 81’ | Marcatori | 31’, 89’ (rig.) Jovetić |

| Arbitro: | Rocchi (Firenze) |

|            |           |  |
| Guarín 58’ | Marcatori |  |

| Arbitro: | Tagliavento (Terni) |

|  |           |            |
|  | Marcatori | 42’ Icardi |

| Arbitro: | Russo (Nola) |

|             |           |  |
| F. Melo 56’ | Marcatori |  |

| Arbitro: | Damato (Barletta) |

|            |           |                                        |
| Icardi 60’ | Marcatori | 4’ (rig.) Iličič 18’, 23’, 76’ Kalinić |

| Arbitro: | Rocchi (Firenze) |

|            |           |             |
| Muriel 51’ | Marcatori | 76’ Perišić |

| Milano 18 ottobre 2015, ore 20:45 CEST 8ª giornata | Inter         | 0 – 0 referto | Juventus | Stadio Giuseppe Meazza (79 154 spett.)\| Arbitro: \| Valeri (Roma) \| |
| Arbitro:                                           | Valeri (Roma) |               |          |                                                                       |

| Arbitro: | Doveri (Roma) |

|               |           |             |
| Gilardino 66’ | Marcatori | 60’ Perišić |

| Arbitro: | Banti (Livorno) |

|  |           |            |
|  | Marcatori | 66’ Icardi |

| Arbitro: | Rizzoli (Bologna) |

|           |           |  |
| Medel 31’ | Marcatori |  |

| Arbitro: | Irrati (Pistoia) |

|  |           |               |
|  | Marcatori | 31’ Kondogbia |

| Arbitro: | Guida (Torre Annunziata) |

|                                                    |           |  |
| Biabiany 29’ Icardi 53’ Murillo 87’ Brozović 90+2’ | Marcatori |  |

| Arbitro: | Orsato (Schio) |

|                 |           |            |
| Higuaín 2’, 62’ | Marcatori | 67’ Ljajić |

| Arbitro: | Giacomelli (Trieste) |

|            |           |  |
| Ljajić 59’ | Marcatori |  |

| Arbitro: | Massa (Imperia) |

|  |           |                                          |
|  | Marcatori | 23’, 84’ Icardi 31’ Jovetić 87’ Brozović |

| Arbitro: | Mazzoleni (Bergamo) |

|            |           |                  |
| Icardi 61’ | Marcatori | 4’, 87’ Candreva |

| Arbitro: | Celi (Bari) |

|  |           |              |
|  | Marcatori | 45+1’ Icardi |

| Arbitro: | Doveri (Roma) |

|  |           |                      |
|  | Marcatori | 90+4’ (rig.) Berardi |

#### Girone di ritorno
| Arbitro: | Rizzoli (Bologna) |

|                    |           |                  |
| Murillo 17’ (aut.) | Marcatori | 25’ (aut.) Tolòi |

| Arbitro: | Gervasoni (Mantova) |

|             |           |               |
| Palacio 39’ | Marcatori | 90+2’ Lasagna |

| Arbitro: | Damato (Barletta) |

|                              |           |  |
| Alex 35’ Bacca 73’ Niang 77’ | Marcatori |  |

| Arbitro: | Valeri (Roma) |

|            |           |  |
| Icardi 48’ | Marcatori |  |

| Arbitro: | Giacomelli (Trieste) |

|                                    |           |                                   |
| Helander 13’ Pisano 16’ Ioniță 57’ | Marcatori | 8’ Murillo 61’ Icardi 78’ Perišić |

| Arbitro: | Mazzoleni (Bergamo) |

|                                |           |              |
| Borja Valero 60’ Babacar 90+1’ | Marcatori | 26’ Brozović |

| Arbitro: | Massa (Imperia) |

|                                       |           |                    |
| D'Ambrosio 23’ Miranda 57’ Icardi 71’ | Marcatori | 90+2’ Quagliarella |

| Arbitro: | Rocchi (Firenze) |

|                               |           |  |
| Bonucci 49’ Morata 83’ (rig.) | Marcatori |  |

| Arbitro: | Russo (Nola) |

|                                   |           |             |
| Ljajić 11’ Icardi 23’ Perišić 53’ | Marcatori | 45’ Vazquez |

| Arbitro: | Calvarese (Teramo) |

|                            |           |             |
| Perišić 72’ D'Ambrosio 76’ | Marcatori | 90’ Brienza |

| Arbitro: | Orsato (Schio) |

|                |           |             |
| Nainggolan 84’ | Marcatori | 53’ Perišić |

| Arbitro: | Guida (Torre Annunziata) |

|                   |           |                                 |
| Icardi 17’ (rig.) | Marcatori | 55’ Molinaro 75’ (rig.) Belotti |

| Arbitro: | Tagliavento (Terni) |

|  |           |            |
|  | Marcatori | 74’ Icardi |

| Arbitro: | Rocchi (Firenze) |

|                        |           |  |
| Icardi 4’ Brozović 44’ | Marcatori |  |

| Arbitro: | Irrati (Pistoia) |

|             |           |  |
| De Maio 77’ | Marcatori |  |

| Arbitro: | Celi (Bari) |

|                             |           |            |
| Jovetić 36’, 75’ Éder 90+5’ | Marcatori | 9’ Théréau |

| Arbitro: | Banti (Livorno) |

|                              |           |  |
| Klose 7’ Candreva 83’ (rig.) | Marcatori |  |

| Arbitro: | Di Bello (Brindisi) |

|                        |           |                 |
| Icardi 12’ Perišić 40’ | Marcatori | 37’ Pucciarelli |

| Arbitro: | Gervasoni (Mantova) |

|                                 |           |             |
| Politano 6’, 39’ Pellegrini 26’ | Marcatori | 31’ Palacio |

### Coppa Italia

#### Fase finale
| Arbitro: | Russo (Nola) |

|                                      |           |  |
| Palacio 24’ Brozović 71’ Perišić 81’ | Marcatori |  |

| Arbitro: | Valeri (Roma) |

|  |           |                          |
|  | Marcatori | 74’ Jovetić 90+2’ Ljajić |

| Arbitro: | Tagliavento (Terni) |

|                                   |           |  |
| Morata 36’ (rig.), 63’ Dybala 84’ | Marcatori |  |

| Arbitro: | Gervasoni (Mantova) |

|                                      |                      |                                    |
| Brozović 17’, 82’ (rig.) Perišić 49’ | Marcatori            |                                    |
| Brozović Palacio Manaj Nagatomo      | Tiri di rigore 3 – 5 | Barzagli Zaza Morata Pogba Bonucci |

## Statistiche

### Statistiche di squadra
| Competizione | Punti | In casa | In casa | In casa | In casa | In casa | In casa | In trasferta | In trasferta | In trasferta | In trasferta | In trasferta | In trasferta | Totale | Totale | Totale | Totale | Totale | Totale | D.R. |
| Competizione | Punti | G       | V       | N       | P       | Gf      | Gs      | G            | V            | N            | P            | Gf           | Gs           | G      | V      | N      | P      | Gf     | Gs     | D.R. |
| ------------ | ----- | ------- | ------- | ------- | ------- | ------- | ------- | ------------ | ------------ | ------------ | ------------ | ------------ | ------------ | ------ | ------ | ------ | ------ | ------ | ------ | ---- |
| Serie A      | 67    | 19      | 13      | 2       | 4       | 29      | 15      | 19           | 7            | 5            | 7            | 21           | 23           | 38     | 20     | 7      | 11     | 50     | 38     | 12   |
| Coppa Italia | -     | 2       | 2       | 0       | 0       | 6       | 0       | 2            | 1            | 0            | 1            | 2            | 3            | 4      | 3      | 0      | 1      | 8      | 3      | 5    |
| Totale       | -     | 21      | 15      | 2       | 4       | 35      | 15      | 21           | 8            | 5            | 8            | 23           | 26           | 42     | 23     | 7      | 12     | 58     | 41     | 17   |

### Andamento in campionato
| Giornata  | 1 | 2 | 3 | 4 | 5 | 6 | 7 | 8 | 9 | 10 | 11 | 12 | 13 | 14 | 15 | 16 | 17 | 18 | 19 | 20 | 21 | 22 | 23 | 24 | 25 | 26 | 27 | 28 | 29 | 30 | 31 | 32 | 33 | 34 | 35 | 36 | 37 | 38 |
| --------- | - | - | - | - | - | - | - | - | - | -- | -- | -- | -- | -- | -- | -- | -- | -- | -- | -- | -- | -- | -- | -- | -- | -- | -- | -- | -- | -- | -- | -- | -- | -- | -- | -- | -- | -- |
| Luogo     | C | T | C | T | C | C | T | C | T | T  | C  | T  | C  | T  | C  | T  | C  | T  | C  | T  | C  | T  | C  | T  | T  | C  | T  | C  | C  | T  | C  | T  | C  | T  | C  | T  | C  | T  |
| Risultato | V | V | V | V | V | P | N | N | N | V  | V  | V  | V  | P  | V  | V  | P  | V  | P  | N  | N  | P  | V  | N  | P  | V  | P  | V  | V  | N  | P  | V  | V  | P  | V  | P  | V  | P  |
| Posizione | 1 | 1 | 1 | 1 | 1 | 1 | 2 | 2 | 2 | 2  | 1  | 1  | 1  | 2  | 1  | 1  | 1  | 1  | 2  | 3  | 3  | 4  | 4  | 4  | 4  | 4  | 4  | 4  | 4  | 4  | 4  | 4  | 4  | 4  | 4  | 4  | 4  | 4  |

Fonte:  CLASSIFICA SERIE A 2015-2016 - Giornata per giornata, su legaseriea.it, 15 maggio 2016.
Legenda:

Luogo: C = Casa; T = Trasferta. Risultato: V = Vittoria; N = Pareggio; P = Sconfitta.

### Statistiche dei giocatori
Sono indicati in corsivo i giocatori ceduti durante la stagione.
| Giocatore         | Serie A  | Serie A | Serie A     | Serie A    | Coppa Italia | Coppa Italia | Coppa Italia | Coppa Italia | Totale   | Totale | Totale      | Totale     |
| Giocatore         | Presenze | Reti    | Ammonizioni | Espulsioni | Presenze     | Reti         | Ammonizioni  | Espulsioni   | Presenze | Reti   | Ammonizioni | Espulsioni |
| ----------------- | -------- | ------- | ----------- | ---------- | ------------ | ------------ | ------------ | ------------ | -------- | ------ | ----------- | ---------- |
| T. Berni          | 0        | 0       | 0           | 0          | 0            | 0            | 0            | 0            | 0        | 0      | 0           | 0          |
| J. Biabiany       | 20       | 1       | 3           | 0          | 4            | 0            | 0            | 0            | 24       | 1      | 3           | 0          |
| M. Brozović       | 32       | 4       | 7           | 0          | 3            | 3            | 1            | 0            | 35       | 7      | 8           | 0          |
| J. Carrizo        | 2        | -4      | 0           | 0          | 2            | 0            | 0            | 0            | 4        | -4     | 0           | 0          |
| D. D'Ambrosio     | 20       | 2       | 6           | 1          | 3            | 0            | 1            | 0            | 23       | 2      | 7           | 1          |
| F. Della Giovanna | 1        | 0       | 0           | 0          | 0            | 0            | 0            | 0            | 1        | 0      | 0           | 0          |
| F. Dimarco        | 0        | 0       | 0           | 0          | 0            | 0            | 0            | 0            | 0        | 0      | 0           | 0          |
| Dodô              | 0        | 0       | 0           | 0          | 1            | 0            | 0            | 0            | 1        | 0      | 0           | 0          |
| Éder              | 14       | 1       | 1           | 0          | 1            | 0            | 1            | 0            | 15       | 1      | 2           | 0          |
| A. Gnoukouri      | 2        | 0       | 0           | 0          | 1            | 0            | 0            | 0            | 3        | 0      | 0           | 0          |
| F. Guarín         | 16       | 1       | 7           | 0          | 0            | 0            | 0            | 0            | 16       | 1      | 7           | 0          |
| S. Handanovič     | 36       | -34     | 5           | 0          | 2            | -3           | 0            | 0            | 38       | -37    | 5           | 0          |
| Hernanes          | 2        | 0       | 0           | 0          | 0            | 0            | 0            | 0            | 2        | 0      | 0           | 0          |
| M. Icardi         | 33       | 16      | 1           | 0          | 1            | 0            | 0            | 0            | 34       | 16     | 1           | 0          |
| S. Jovetić        | 26       | 6       | 4           | 0          | 2            | 1            | 0            | 0            | 28       | 7      | 4           | 0          |
| Juan Jesus        | 19       | 0       | 3           | 0          | 4            | 0            | 1            | 0            | 23       | 0      | 4           | 0          |
| G. Kondogbia      | 26       | 1       | 6           | 1          | 4            | 0            | 1            | 0            | 30       | 1      | 7           | 1          |
| A. Ljajić         | 25       | 3       | 2           | 0          | 3            | 1            | 0            | 0            | 28       | 4      | 2           | 0          |
| R. Manaj          | 4        | 0       | 1           | 0          | 2            | 0            | 0            | 0            | 6        | 0      | 1           | 0          |
| G. Medel          | 30       | 1       | 10          | 0          | 4            | 0            | 1            | 0            | 34       | 1      | 11          | 0          |
| F. Melo           | 26       | 1       | 8           | 2          | 2            | 0            | 0            | 0            | 28       | 1      | 8           | 2          |
| Miranda           | 32       | 1       | 8           | 2          | 2            | 0            | 2            | 0            | 34       | 1      | 10          | 2          |
| M. Montoya        | 3        | 0       | 0           | 0          | 1            | 0            | 0            | 0            | 4        | 0      | 0           | 0          |
| J. Murillo        | 34       | 2       | 8           | 3          | 1            | 0            | 2            | 1            | 35       | 2      | 10          | 4          |
| Y. Nagatomo       | 22       | 0       | 6           | 2          | 4            | 0            | 0            | 0            | 26       | 0      | 6           | 2          |
| R. Palacio        | 27       | 2       | 5           | 0          | 3            | 1            | 0            | 0            | 30       | 3      | 5           | 0          |
| I. Perišić        | 34       | 7       | 5           | 0          | 3            | 2            | 1            | 0            | 37       | 9      | 6           | 0          |
| I. Radu           | 1        | 0       | 0           | 0          | 0            | 0            | 0            | 0            | 1        | 0      | 0           | 0          |
| A. Ranocchia      | 10       | 0       | 0           | 0          | 0            | 0            | 0            | 0            | 10       | 0      | 0           | 0          |
| D. Santon         | 12       | 0       | 1           | 0          | 1            | 0            | 1            | 0            | 13       | 0      | 2           | 0          |
| A. Telles         | 21       | 0       | 7           | 1          | 1            | 0            | 0            | 0            | 22       | 0      | 7           | 1          |
| N. Vidić          | 0        | 0       | 0           | 0          | 0            | 0            | 0            | 0            | 0        | 0      | 0           | 0          |

## Giovanili

### Piazzamenti

#### Primavera
- Campionato: semifinalista.
- Coppa Italia: vincitore.
- Torneo di Viareggio: semifinalista.